# Distrito de Wartburg
El Distrito de Wartburg (en alemán: Wartburgkreis) es un Landkreis (distrito rural) ubicado al oeste del estado federal de Turingia (Alemania). Los territorios vecinos en la frontera septentrional son el distrito de Unstrut-Hainich, al oeste con el distrito de Gotha, al sudoeste con el distrito de Schmalkalden-Meiningen, al sur y sudoeste con el distrito de Fulda del estado de Hesse y al oeste igualmente con el Hersfeld-Rotenburg y Werra-Meißner. La ciudad independiente de Eisenach se encuentra al norte. La capital del distrito recae sobre el balneario de Bad Salzungen. Recibe su nombre del castillo de Wartburg.

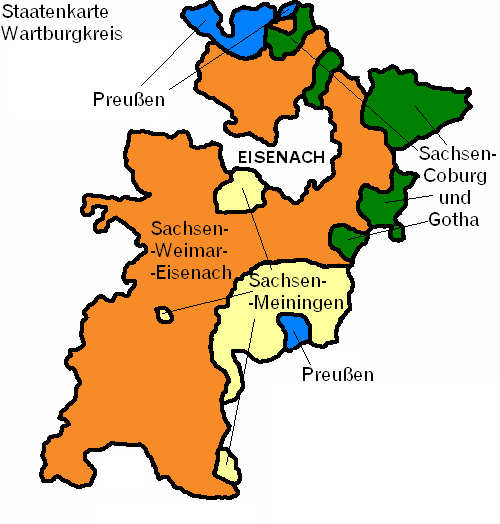
Mapa de la organización política del actual distrito antes de la unificación de Turingia en 1920.

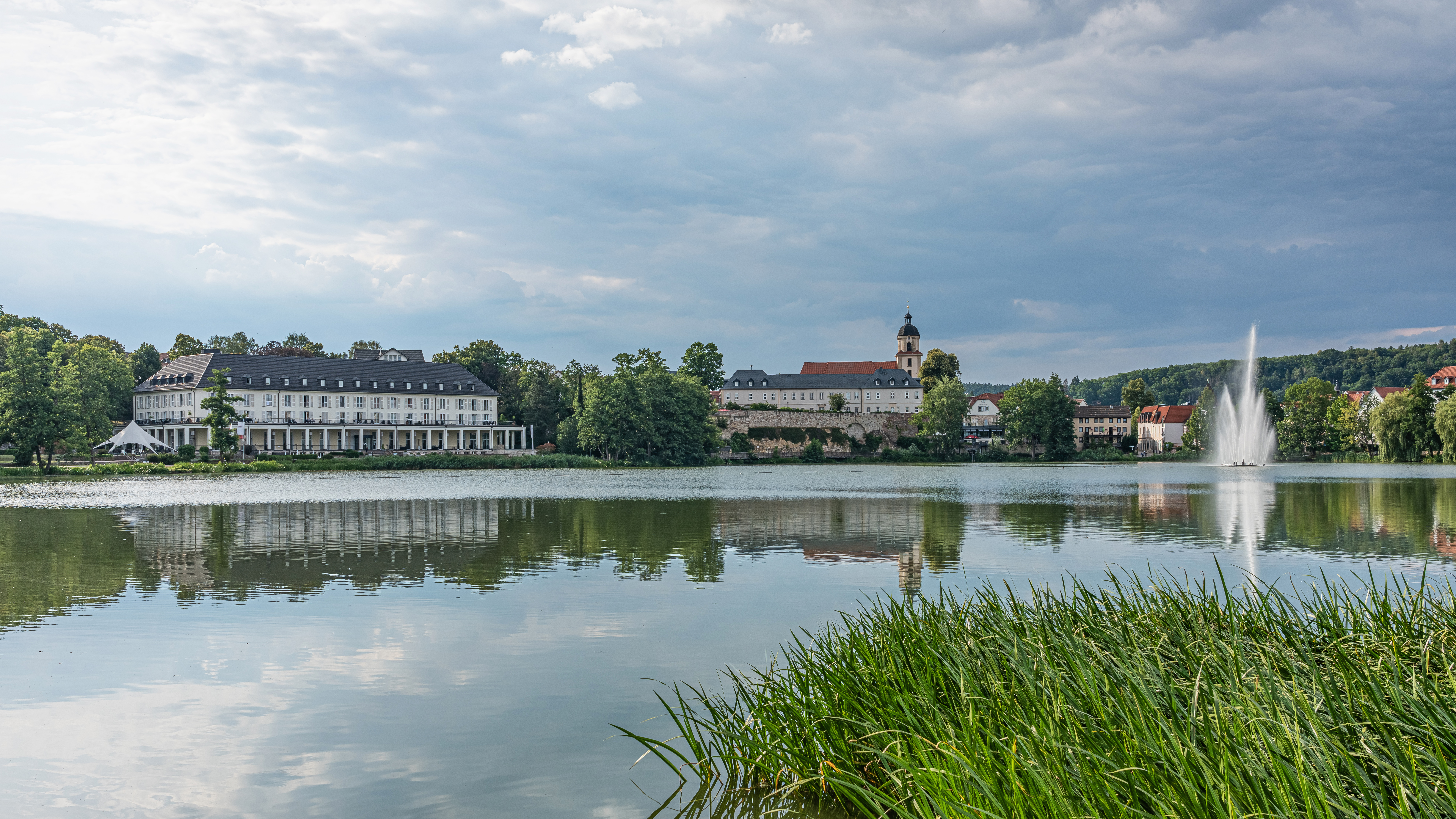
Bad Salzungen, la capital distrital.

## Geografía
Al sudeste del distrito de Wartburgkreis se encuentra la sierra del Rhön. Fluye por el territorio el río Werra.

## Composición del distrito
(Habitantes a 31 de diciembre de 2017)

### Municipios no mancomunados
1. Barchfeld-Immelborn (4706)
2. Bad Liebenstein, ciudad (7777)
3. Gerstungen (9185)
4. Hörselberg-Hainich (6147)
5. Krayenberggemeinde (5232)
6. Moorgrund (3351)
7. Treffurt, ciudad (6158)
8. Unterbreizbach (3455)
9. Vacha, ciudad (5218)
10. Werra-Suhl-Tal, ciudad (6464)
11. Wutha-Farnroda (6369)

### Municipios mancomunados en otros
1. Bad Salzungen, ciudad (20 509), municipio que hace funciones de mancomunidad para
  1. Leimbach (1679)
2. Dermbach (7474), municipio que hace funciones de mancomunidad para
  1. Empfertshausen (549)
  2. Oechsen (606)
  3. Weilar (830)
  4. Wiesenthal (760)
3. Geisa, ciudad (4733), municipio que hace funciones de mancomunidad para
  1. Buttlar (1292)
  2. Gerstengrund (67)
  3. Schleid (1020)
4. Ruhla, ciudad (5557), municipio que hace funciones de mancomunidad para
  1. Seebach (1848)

### Municipios enVerwaltungsgemeinschaften
- 1. Verwaltungsgemeinschaft Hainich-Werratal (9452)

1. Berka v. d. Hainich (753)
2. Bischofroda (645)
3. Creuzburg, ciudad sede de la mancomunidad (2338)
4. Ebenshausen (289)
5. Frankenroda (324)
6. Hallungen (198)
7. Krauthausen (1570)
8. Lauterbach (658)
9. Mihla (2136)
10. Nazza (541)

## Demografía
Evolución demográfica desde 1994:
| - 1994: 195 480 - 1995: 194 397 - 1996: 193 181 - 1997: 192 183 - 1998: 146 708¹ - 1999: 145 712 | - 2000: 144 677 - 2001: 143 646 - 2002: 142 595 - 2003: 141 001 - 2004: 139 805 - 2005: 138 337 | - 2006: 136 678 - 2007: 135 058 - 2008: 133 451 - 2009: 131 820 - 2010: 130 560 - 2011: 129 484 | - 2012: 127 227 - 2013: 126 283 - 2014: 125 385 - 2015: 125 655 - 2016: 124 729 - 2017: 123 764 |

Nota: en 1998 bajó la población del distrito porque se separó del mismo la ciudad de Eisenach.